# Aston juxta Mondrum
Aston juxta Mondrum är en by och en civil parish i enhetskommunen Cheshire East, i Cheshire i England. Byn ligger ca 6,5 kilometer norr om Nantwich. Folkmängden uppgick till 292 invånare 2011.
En sevärdhet i området är kyrkan St Oswald's Church, byggd 1873, som ligger vid byn Worleston. Kyrkan brann 1997 och fick taket, orgeln och koret skadat men har blivit restaurerad.